# (25330) 1999 KV4
(25330) 1999 KV4 est un astéroïde Apollon de 3,21 km de diamètre découvert en 1999.

## Description
(25330) 1999 KV4 a été découvert le 17 mai 1999 à la Station Catalina, un observatoire astronomique situé dans les Monts Santa Catalina à environ 29 kilomètres au nord-est de Tucson dans l'Arizona, par le projet Catalina Sky Survey.

### Caractéristiques orbitales
L'orbite de cet astéroïde est caractérisée par un demi-grand axe de 1,54 UA, un périhélie de 0,97 UA, une excentricité de 0,37 et une inclinaison de 14,33° par rapport à l'écliptique. Du fait de ces caractéristiques, à savoir un demi-grand axe supérieur à 1 UA et un périhélie inférieur à 1,017 UA, il est classé comme astéroïde Apollon.

### Caractéristiques physiques
(25330) 1999 KV4 a une magnitude absolue (H) de 16,6 et un albédo estimé à 0,052, ce qui permet de calculer un diamètre de 3,21 km.